# Copa del Mundo de Biatlón de 2018-19
La Copa del Mundo de Biatlón de 2018-19 es la 42ª temporada para los hombres y la 37ª temporada para las mujeres, organizada por la Unión Internacional de Biatlón (IBU, en sus siglas en inglés. Comenzó el 2 de diciembre en Pokljuka, Eslovenia, y terminó el 24 de marzo en Holmenkollen, Noruega. El ganador en categoría masculina fue el noruego Johannes Thingnes Bø y la ganadora la italiana Dorothea Wierer.

## Hombres

### Resultados
| Fecha                                   | Localidad                      | Tipo | Ganador                                                                                                 | Segundo                                                                                      | Tercero                                                                               |
| --------------------------------------- | ------------------------------ | ---- | --- | -------------------------------------------------------------------------------------------- | ------------------------------------------------------------------------------------- |
| 6 de diciembre de 2018                  | Pokljuka, Eslovenia            | IN   | Martin Fourcade                                                                                         | Johannes Kühn                                                                                | Simon Eder                                                                            |
| 7 de diciembre de 2018                  | Pokljuka, Eslovenia            | SP   | Johannes Thingnes Bø                                                                                    | Antonin Guigonnat                                                                            | Alexandr Lóguinov                                                                     |
| 9 de diciembre de 2018                  | Pokljuka, Eslovenia            | PU   | Johannes Thingnes Bø                                                                                    | Quentin Fillon Maillet                                                                       | Alexandr Lóguinov                                                                     |
| 14 de diciembre de 2018                 | Hochfilzen, Austria            | SP   | Johannes Thingnes Bø                                                                                    | Martin Fourcade                                                                              | Benedikt Doll                                                                         |
| 15 de diciembre de 2018                 | Hochfilzen, Austria            | PU   | Martin Fourcade                                                                                         | Arnd Peiffer                                                                                 | Vetle Sjåstad Christiansen                                                            |
| 16 de diciembre de 2018                 | Hochfilzen, Austria            | RL   | Suecia · Peppe Femling · Martin Ponsiluoma · Torstein Stenersen · Sebastian Samuelsson                  | Noruega · Lars Helge Birkeland · Henrik L'Abée-Lund · Tarjei Bø · Vetle Sjåstad Christiansen | Alemania · Simon Schempp · Johannes Kühn · Arnd Peiffer · Benedikt Doll               |
| 20 de diciembre de 2018                 | Nové Město, República Checa    | SP   | Johannes Thingnes Bø                                                                                    | Alexandr Lóguinov                                                                            | Martin Ponsiluoma                                                                     |
| 22 de diciembre de 2018                 | Nové Město, República Checa    | PU   | Johannes Thingnes Bø                                                                                    | Alexandr Lóguinov                                                                            | Tarjei Bø                                                                             |
| 23 de diciembre de 2018                 | Nové Město, República Checa    | MS   | Johannes Thingnes Bø                                                                                    | Quentin Fillon Maillet                                                                       | Evgenij Garaničev                                                                     |
| 11 de enero de 2019                     | Oberhof, Alemania              | SP   | Alexandr Lóguinov                                                                                       | Johannes Thingnes Bø                                                                         | Sebastian Samuelsson                                                                  |
| 12 de enero de 2019                     | Oberhof, Alemania              | PU   | Johannes Thingnes Bø                                                                                    | Arnd Peiffer                                                                                 | Lukas Hofer                                                                           |
| 13 de enero de 2019                     | Oberhof, Alemania              | RL   | Rusia · Maksim Cvetkov · Evgenij Garaničev · Dmitrij Malyško · Alexandr Lóguinov                        | Francia Antonin Guigonnat Simon Desthieux Quentin Fillon Maillet Martin Fourcade             | Austria · Tobias Eberhard · Simon Eder · Dominik Landertinger · Julian Eberhard       |
| 17 de enero de 2019                     | Ruhpolding, Alemania           | SP   | Johannes Thingnes Bø                                                                                    | Tarjei Bø                                                                                    | Benedikt Doll                                                                         |
| 18 de enero de 2019                     | Ruhpolding, Alemania           | RL   | Noruega · Lars Helge Birkeland · Vetle Sjåstad Christiansen · Tarjei Bø · Johannes Thingnes Bø          | Alemania · Roman Rees · Johannes Kühn · Arnd Peiffer · Benedikt Doll                         | Francia Émilien Jacquelin Martin Fourcade Quentin Fillon Maillet Simon Desthieux      |
| 20 de enero de 2019                     | Ruhpolding, Alemania           | MS   | Johannes Thingnes Bø                                                                                    | Julian Eberhard                                                                              | Quentin Fillon Maillet                                                                |
| 25 de enero de 2019                     | Anterselva, Italia             | SP   | Johannes Thingnes Bø                                                                                    | Erlend Bjøntegaard                                                                           | Antonin Guigonnat                                                                     |
| 26 de enero de 2019                     | Anterselva, Italia             | PU   | Johannes Thingnes Bø                                                                                    | Antonin Guigonnat                                                                            | Quentin Fillon Maillet                                                                |
| 27 de enero de 2019                     | Anterselva, Italia             | MS   | Quentin Fillon Maillet                                                                                  | Johannes Thingnes Bø                                                                         | Arnd Peiffer                                                                          |
| 7 de febrero de 2019                    | Canmore, Canadá                | IN   | Johannes Thingnes Bø                                                                                    | Vetle Sjåstad Christiansen                                                                   | Alexandr Lóguinov                                                                     |
| 8 de febrero de 2019                    | Canmore, Canadá                | RL   | Noruega · Lars Helge Birkeland · Vetle Sjåstad Christiansen · Erlend Bjøntegaard · Johannes Thingnes Bø | Francia Antonin Guigonnat Émilien Jacquelin Simon Fourcade Quentin Fillon Maillet            | Rusia · Evgenij Garaničev · Ėduard Latypov · Alexandr Lóguinov · Aleksandr Povarnicyn |
| 10 de febrero de 2019                   | Canmore, Canadá                | SP   | anulada                                                                                                 | anulada                                                                                      | anulada                                                                               |
| 15 de febrero de 2019                   | Salt Lake City, Estados Unidos | SP   | Vetle Sjåstad Christiansen                                                                              | Simon Desthieux                                                                              | Roman Rees                                                                            |
| 16 de febrero de 2019                   | Salt Lake City, Estados Unidos | PU   | Quentin Fillon Maillet                                                                                  | Vetle Sjåstad Christiansen                                                                   | Simon Desthieux                                                                       |
| Campeonato del Mundo de Biatlón de 2019 |                                |      | |                                                                                              |                                                                                       |
| 9 de marzo de 2019                      | Östersund, Suecia              | SP   | Johannes Thingnes Bø                                                                                    | Alexandr Lóguinov                                                                            | Quentin Fillon Maillet                                                                |
| 10 de marzo de 2019                     | Östersund, Suecia              | PU   | Dmytro Pidruchny                                                                                        | Johannes Thingnes Bø                                                                         | Quentin Fillon Maillet                                                                |
| 13 de marzo de 2019                     | Östersund, Suecia              | IN   | Arnd Peiffer                                                                                            | Vladimir Iliev                                                                               | Tarjei Bø                                                                             |
| 16 de marzo de 2019                     | Östersund, Suecia              | RL   | Noruega · Lars Helge Birkeland · Vetle Sjåstad Christiansen · Tarjei Bø · Johannes Thingnes Bø          | Alemania · Erik Lesser · Roman Rees · Arnd Peiffer · Benedikt Doll                           | Rusia · Matvej Eliseev · Nikita Poršnev · Dmitrij Malyško · Alexandr Lóguinov         |
| 17 de marzo de 2019                     | Östersund, Suecia              | MS   | Dominik Windisch                                                                                        | Antonin Guigonnat                                                                            | Julian Eberhard                                                                       |
| 22 de marzo de 2019                     | Holmenkollen , Noruega         | SP   | Johannes Thingnes Bø                                                                                    | Lukas Hofer                                                                                  | Quentin Fillon Maillet                                                                |
| 23 de marzo de 2019                     | Holmenkollen , Noruega         | PU   | Johannes Thingnes Bø                                                                                    | Tarjei Bø                                                                                    | Arnd Peiffer                                                                          |
| 24 de marzo de 2019                     | Holmenkollen , Noruega         | MS   | Johannes Thingnes Bø                                                                                    | Arnd Peiffer                                                                                 | Benedikt Doll                                                                         |

Leyenda: IN = individual (20 km), SP = sprint (10 km), PU = persecución (12,5 km), MS = salida en masa (15 km), RL = relevos (4x7,5 km)

### Clasificación general final
| Pos. | Nombre                 | Nación   | Puntos |
| ---- | ---------------------- | -------- | ------ |
| 1    | Johannes Thingnes Bø   | Noruega  | 1262   |
| 2    | Alexandr Lóguinov      | Rusia    | 854    |
| 3    | Quentin Fillon Maillet | Francia  | 843    |
| 4    | Simon Desthieux        | Francia  | 831    |
| 5    | Arnd Peiffer           | Alemania | 802    |
| 6    | Tarjei Bø              | Noruega  | 724    |
| 7    | Benedikt Doll          | Alemania | 705    |
| 8    | Simon Eder             | Austria  | 701    |
| 9    | Julian Eberhard        | Austria  | 695    |
| 10   | Lukas Hofer            | Italia   | 694    |

## Mujeres

### Resultados
| Fecha                                   | Localidad                      | Tipo | Ganadora                                                                              | Segunda                                                                                       | Tercera                                                                                     |
| --------------------------------------- | ------------------------------ | ---- | ------------------------------------------------------------------------------------- | --------------------------------------------------------------------------------------------- | ------------------------------------------------------------------------------------------- |
| 6 de diciembre de 2018                  | Pokljuka, Eslovenia            | IN   | Yuliya Dzhyma                                                                         | Monika Hojnisz                                                                                | Markéta Davidová                                                                            |
| 8 de diciembre de 2018                  | Pokljuka, Eslovenia            | SP   | Kaisa Mäkäräinen                                                                      | Dorothea Wierer                                                                               | Justine Braisaz                                                                             |
| 9 de diciembre de 2018                  | Pokljuka, Eslovenia            | PU   | Kaisa Mäkäräinen                                                                      | Dorothea Wierer                                                                               | Paulína Fialková                                                                            |
| 13 de diciembre de 2018                 | Hochfilzen, Austria            | SP   | Dorothea Wierer                                                                       | Kaisa Mäkäräinen                                                                              | Ekaterina Jurlova-Percht                                                                    |
| 15 de diciembre de 2018                 | Hochfilzen, Austria            | PU   | Kaisa Mäkäräinen                                                                      | Paulína Fialková                                                                              | Dorothea Wierer                                                                             |
| 16 de diciembre de 2018                 | Hochfilzen, Austria            | RL   | Italia · Lisa Vittozzi · Alexia Runggaldier · Dorothea Wierer · Federica Sanfilippo   | Suecia · Linn Persson · Mona Brorsson · Emma Nilsson · Hanna Öberg                            | Francia Anaïs Chevalier Julia Simon Célia Aymonier Anaïs Bescond                            |
| 21 de diciembre de 2018                 | Nové Město, República Checa    | SP   | Marte Olsbu                                                                           | Laura Dahlmeier                                                                               | Paulína Fialková                                                                            |
| 22 de diciembre de 2018                 | Nové Město, República Checa    | PU   | Marte Olsbu                                                                           | Dorothea Wierer                                                                               | Hanna Öberg                                                                                 |
| 23 de diciembre de 2018                 | Nové Město, República Checa    | MS   | Anastasija Kuz'mina                                                                   | Paulína Fialková                                                                              | Anaïs Chevalier                                                                             |
| 10 de enero de 2019                     | Oberhof, Alemania              | SP   | Lisa Vittozzi                                                                         | Anaïs Chevalier                                                                               | Hanna Öberg                                                                                 |
| 12 de enero de 2019                     | Oberhof, Alemania              | PU   | Lisa Vittozzi                                                                         | Anastasija Kuz'mina                                                                           | Anaïs Chevalier                                                                             |
| 13 de enero de 2019                     | Oberhof, Alemania              | RL   | Rusia · Evgenija Pavlova · Margarita Vasil'eva · Larisa Kuklina · Ekaterina Jurlova   | Alemania · Karolin Horchler · Franziska Hildebrand · Franziska Preuß · Denise Herrmann        | República Checa · Lucie Charvátová · Veronika Vítková · Markéta Davidová · Eva Puskarčíková |
| 17 de enero de 2019                     | Ruhpolding, Alemania           | SP   | Anastasija Kuz'mina                                                                   | Lisa Vittozzi                                                                                 | Hanna Öberg                                                                                 |
| 19 de enero de 2019                     | Ruhpolding, Alemania           | RL   | Francia Julia Simon Anaïs Bescond Justine Braisaz Anaïs Chevalier                     | Noruega · Synnøve Solemdal · Ingrid Landmark Tandrevold · Tiril Eckhoff · Marte Olsbu         | Alemania · Vanessa Hinz · Laura Dahlmeier · Franziska Preuß · Denise Herrmann               |
| 20 de enero de 2019                     | Ruhpolding, Alemania           | MS   | Franziska Preuß                                                                       | Ingrid Landmark Tandrevold                                                                    | Paulína Fialková                                                                            |
| 24 de enero de 2019                     | Anterselva, Italia             | SP   | Markéta Davidová                                                                      | Kaisa Mäkäräinen                                                                              | Marte Olsbu                                                                                 |
| 26 de enero de 2019                     | Anterselva, Italia             | PU   | Dorothea Wierer                                                                       | Laura Dahlmeier                                                                               | Lisa Vittozzi                                                                               |
| 27 de enero de 2019                     | Anterselva, Italia             | MS   | Laura Dahlmeier                                                                       | Markéta Davidová                                                                              | Vanessa Hinz                                                                                |
| 7 de febrero de 2019                    | Canmore, Canadá                | IN   | Tiril Eckhoff                                                                         | Markéta Davidová                                                                              | Lisa Vittozzi                                                                               |
| 8 de febrero de 2019                    | Canmore, Canadá                | RL   | Alemania · Vanessa Hinz · Franziska Hildebrand · Denise Herrmann · Laura Dahlmeier    | Noruega · Emilie Ågheim Kalkenberg · Ingrid Landmark Tandrevold · Tiril Eckhoff · Marte Olsbu | Francia Anaïs Chevalier Justine Braisaz Anaïs Bescond Julia Simon                           |
| 10 de febrero de 2019                   | Canmore, Canadá                | SP   | anulada                                                                               | anulada                                                                                       | anulada                                                                                     |
| 14 de febrero de 2019                   | Salt Lake City, Estados Unidos | SP   | Marte Olsbu                                                                           | Kaisa Mäkäräinen                                                                              | Franziska Hildebrand                                                                        |
| 16 de febrero de 2019                   | Salt Lake City, Estados Unidos | PU   | Denise Herrmann                                                                       | Franziska Hildebrand                                                                          | Kaisa Mäkäräinen                                                                            |
| Campeonato del Mundo de Biatlón de 2019 |                                |      |                                                                                       |                                                                                               |                                                                                             |
| 9 de marzo de 2019                      | Östersund, Suecia              | SP   | Anastasija Kuz'mina                                                                   | Ingrid Landmark Tandrevold                                                                    | Laura Dahlmeier                                                                             |
| 10 de marzo de 2019                     | Östersund, Suecia              | PU   | Denise Herrmann                                                                       | Tiril Eckhoff                                                                                 | Laura Dahlmeier                                                                             |
| 12 de marzo de 2019                     | Östersund, Suecia              | IN   | Hanna Öberg                                                                           | Lisa Vittozzi                                                                                 | Justine Braisaz                                                                             |
| 16 de marzo de 2019                     | Östersund, Suecia              | RL   | Noruega · Synnøve Solemdal · Ingrid Landmark Tandrevold · Tiril Eckhoff · Marte Olsbu | Suecia · Linn Persson · Mona Brorsson · Anna Magnusson · Hanna Öberg                          | Ucrania · Anastasija Merkušyna · Vita Semerenko · Yuliya Dzhyma · Valentyna Semerenko       |
| 17 de marzo de 2019                     | Östersund, Suecia              | MS   | Dorothea Wierer                                                                       | Ekaterina Jurlova-Percht                                                                      | Denise Herrmann                                                                             |
| 21 de marzo de 2019                     | Holmenkollen, Noruega          | SP   | Anastasija Kuz'mina                                                                   | Franziska Preuß                                                                               | Paulína Fialková                                                                            |
| 23 de marzo de 2019                     | Holmenkollen, Noruega          | PU   | Anastasija Kuz'mina                                                                   | Denise Herrmann                                                                               | Hanna Öberg                                                                                 |
| 24 de marzo de 2019                     | Holmenkollen, Noruega          | MS   | Hanna Öberg                                                                           | Tiril Eckhoff                                                                                 | Clare Egan                                                                                  |

Leyenda: IN = individual (20 km), SP = sprint (10 km), PU = persecución (12,5 km), MS = salida en masa (15 km), RL = relevos (4x7,5 km)

### Clasificación general final
| Pos. | Nombre              | Nación     | Puntos |
| ---- | ------------------- | ---------- | ------ |
| 1    | Dorothea Wierer     | Italia     | 904    |
| 2    | Lisa Vittozzi       | Italia     | 882    |
| 3    | Anastasija Kuz'mina | Eslovaquia | 870    |
| 4    | Marte Olsbu         | Noruega    | 855    |
| 5    | Hanna Öberg         | Suecia     | 741    |
| 6    | Paulína Fialková    | Eslovaquia | 687    |
| 7    | Kaisa Mäkäräinen    | Finlandia  | 673    |
| 8    | Denise Herrmann     | Alemania   | 611    |
| 9    | Franziska Preuß     | Alemania   | 570    |
| 10   | Monika Hojnisz      | Polonia    | 567    |